# Elizabeth Is Missing
Elizabeth Is Missing è un film per la televisione del 2019 diretto da Aisling Walsh e tratto dall'omonimo romanzo di Emma Healey.
Il film segna il ritorno di Glenda Jackson sul piccolo schermo dopo ventisette anni d'assenza.

## Trama
L'ottuagenaria Maud soffre della malattia di Alzheimer e ogni giorno la sua memoria peggiora. Quando la sua anziana amica Elizabeth non si presenta a un appuntamento concordato tra le due, Maud comincia a pensare che le sia successo qualcosa di brutto ma i suoi familiari non le danno retta. Comincia allora ad investigare da sola sull'accaduto e mentre cerca di ritrovare Elizabeth le ritornano alla mente i ricordi di un'altra sparizione misteriosa, quella della sua sorella maggiore Sukey, scomparsa settant'anni prima. Alla fine Helen, la figlia di Maud, scopre che Elizabeth non è scomparsa, ma ricoverata in ospedale perché ammalatasi dopo aver fatto giardinaggio con Maud. Incoraggiata dalla madre, Helen comincia a scavare nel giardino di Maud e scopre i resti di Sukey, uccisa e sepolta dal marito Frank sette decenni prima.

## Produzione

### Riprese
Le riprese sono state iniziate in Scozia tra il luglio e l'agosto del 2019. Nella cittadina di Paisley sono state girate le scene dei flashback ambientati durante gli anni 40.

## Accoglienza
Elizabeth Is Missing è stato accolto positivamente dalla critica e, in particolare, ha ricevuto le valutazioni massime di cinque stelline nelle recensioni di The Guardian, Financial Times e The Daily Telegraph. Unanimi sono state le lodi per l'interpretazione di Glenda Jackson, premiata con il British Academy Television Award per la miglior attrice.